# Gran Premi del Canadà del 2007
Resultats de la cursa del Gran Premi del Canadà de Fórmula 1 que s'ha disputat al circuit urbà Gilles Villeneuve de Mont-real el 10 de juny del 2007. Durant aquesta cursa, el pilot polonès Robert Kubica sofrí un esgarrifós accident que estigué a punt de costar-li la vida. Kubica salvà la vida gràcies al seu dispositiu HANS i només patí una torcedura del turmell i una commoció cerebral.

## Classificació
| Pos | Pilot                | Equip                | Part 1   | Part 2   | Part 3   |
| --- | -------------------- | -------------------- | -------- | -------- | -------- |
| 1   | Lewis Hamilton       | McLaren - Mercedes   | 1:16.576 | 1:15.486 | 1:15.707 |
| 2   | Fernando Alonso      | McLaren - Mercedes   | 1:16.562 | 1:15.522 | 1:16.163 |
| 3   | Nick Heidfeld        | BMW Sauber           | 1:17.006 | 1:15.960 | 1:16.266 |
| 4   | Kimi Räikkönen       | Ferrari              | 1:16.468 | 1:16.592 | 1:16.411 |
| 5   | Felipe Massa         | Ferrari              | 1:16.756 | 1:16.138 | 1:16.570 |
| 6   | Mark Webber          | Red Bull- Renault    | 1:17.315 | 1:16.257 | 1:16.913 |
| 7   | Nico Rosberg         | Williams - Toyota    | 1:17.016 | 1:16.190 | 1:16.919 |
| 8   | Robert Kubica        | BMW Sauber           | 1:17.267 | 1:16.368 | 1:16.993 |
| 9   | Giancarlo Fisichella | Renault              | 1:16.805 | 1:16.288 | 1:17.229 |
| 10  | Jarno Trulli         | Toyota               | 1:17.324 | 1:16.600 | 1:17.747 |
| 11  | Takuma Sato          | Super Aguri - Honda  | 1:17.490 | 1:16.743 |          |
| 12  | Vitantonio Liuzzi    | Toro Rosso - Ferrari | 1:17.541 | 1:16.760 |          |
| 13  | Rubens Barrichello   | Honda                | 1:17.011 | 1:17.116 |          |
| 14  | David Coulthard      | Red Bull - Renault   | 1:17.436 | 1:17.304 |          |
| 15  | Jenson Button        | Honda                | 1:17.522 | 1:17.541 |          |
| 16  | Scott Speed          | Toro Rosso - Ferrari | 1:17.433 | 1:17.571 |          |
| 17  | Anthony Davidson     | Super Aguri - Honda  | 1:17.542 |          |          |
| 18  | Ralf Schumacher      | Toyota               | 1:17.634 |          |          |
| 19  | Alexander Wurz       | Williams - Toyota    | 1:18.089 |          |          |
| 20  | Adrian Sutil         | Spyker - Ferrari     | 1:18.536 |          |          |
| 21  | Christijan Albers    | Spyker - Ferrari     | 1:19.196 |          |          |
| 22  | Heikki Kovalainen    | Renault              | 1:17.806 |          |          |

## Resultats
| Pos | No | Pilot                | Equip                | Voltes | Temps/ Retirada    | Pos. de sortida | Punts |
| --- | -- | -------------------- | -------------------- | ------ | ------------------ | --------------- | ----- |
| 1   | 2  | Lewis Hamilton       | McLaren - Mercedes   | 70     | 1:44:11.292        | 1               | 10    |
| 2   | 9  | Nick Heidfeld        | Sauber - BMW         | 70     | + 4.343 segons     | 3               | 8     |
| 3   | 17 | Alexander Wurz       | Williams - Toyota    | 70     | + 5.325 segons     | 19              | 6     |
| 4   | 4  | Heikki Kovalainen    | Renault              | 70     | + 6.729 segons     | 22              | 5     |
| 5   | 6  | Kimi Räikkönen       | Ferrari              | 70     | + 13.007 segons    | 4               | 4     |
| 6   | 22 | Takuma Sato          | Super Aguri - Honda  | 70     | + 16.698 segons    | 11              | 3     |
| 7   | 1  | Fernando Alonso      | McLaren - Mercedes   | 70     | + 21.936 segons    | 2               | 2     |
| 8   | 11 | Ralf Schumacher      | Toyota               | 70     | + 22.888 segons    | 18              | 1     |
| 9   | 15 | Mark Webber          | Red Bull - Renault   | 70     | + 22.960 segons    | 6               |       |
| 10  | 16 | Nico Rosberg         | Williams - Toyota    | 70     | + 23.984 segons    | 7               |       |
| 11  | 23 | Anthony Davidson     | Super Aguri - Honda  | 70     | + 24.318 segons    | 17              |       |
| 12  | 8  | Rubens Barrichello   | Honda                | 70     | + 30.439 segons    | 13              |       |
| Ret | 12 | Jarno Trulli         | Toyota               | 58     | Accident           | 10              |       |
| Ret | 18 | Vitantonio Liuzzi    | Toro Rosso - Ferrari | 54     | Accident           | 12              |       |
| DSQ | 5  | Felipe Massa         | Ferrari              | 51     | Semàfor en vermell | 5               |       |
| DSQ | 3  | Giancarlo Fisichella | Renault              | 51     | Semàfor en vermell | 9               |       |
| Ret | 21 | Christijan Albers    | Spyker - Ferrari     | 50     | Aleró frontal      | 21              |       |
| Ret | 14 | David Coulthard      | Red Bull - Renault   | 36     | Caixa canvi        | 14              |       |
| Ret | 10 | Robert Kubica        | Sauber - BMW         | 26     | Accident           | 8               |       |
| Ret | 20 | Adrian Sutil         | Spyker - Ferrari     | 21     | Accident           | 20              |       |
| Ret | 19 | Scott Speed          | Toro Rosso - Ferrari | 8      | Accident           | 16              |       |
| Ret | 7  | Jenson Button        | Honda                | 0      | Caixa canvi        | 15              |       |